# El escritor de un país sin librerías
El escritor de un país sin librerías es una película española de 2019 dirigida por Marc Serena y protagonizada por Juan Tomás Ávila Laurel. Estrenada en el festival Seminci de Valladolid, Rizoma Madrid, l'Alternativa Barcelona y Gollut de Ribes de Freser, donde ganó dos premios. Se trata del primer largometraje documental rodado en Guinea Ecuatorial y crítico con la dictadura de Teodoro Obiang. Ganadora del premio DIG Awards al mejor periodismo de invitestigación europeo Archivado el 1 de enero de 2022 en Wayback Machine.. La película se ha proyectado en Estados Unidos, Francia, Colombia, Bélgica, Nigeria Archivado el 19 de enero de 2022 en Wayback Machine., la Feria del Libro de Frankfurt en Alemania y Escocia Archivado el 1 de enero de 2022 en Wayback Machine. entre otros países. También en la televisión pública de Portugal, pero no en ninguna televisión de Guinea Ecuatorial ni de España.

## Sinopsis
Guinea Ecuatorial se independizó de España en 1968 y ahora vive bajo una de las dictaduras más longevas, la de Teodoro Obiang Nguema Mbasogo. Entramos en el país acompañados su escritor más traducido, Juan Tomás Ávila Laurel, que en 2011 tuvo que refugiarse en España por denunciar las complicidades de España con la dictadura de su país.
A través de sus libros nos adentramos en un rincón de África donde se encuentran algunas de las víctimas más invisibles del franquismo y que, aún ahora, sufre las consecuencias de dos siglos de dominación colonial.